# Ліпово (Мазовецьке воєводство)
Ліпово (пол. Lipowo) — село в Польщі, у гміні Вйонзовна Отвоцького повіту Мазовецького воєводства.
Населення — 229 осіб (2011).

## Демографія
Демографічна структура станом на 31 березня 2011 року:
|          | Загалом | Допрацездатний вік | Працездатний вік | Постпрацездатний вік |
| -------- | ------- | ------------------ | ---------------- | -------------------- |
| Чоловіки | 119     | 36                 | 77               | 6                    |
| Жінки    | 110     | 29                 | 63               | 18                   |
| Разом    | 229     | 65                 | 140              | 24                   |